# Ancienne église de la Transfiguration de Lija
L'ancienne église de la Transfiguration est une église catholique située à Lija, à Malte.

## Historique
Construite au XVIe siècle, elle servit d'église paroissiale à partir de 1594, pendant environ un siècle, jusqu'à l'érection de la nouvelle église de Lija.